# Milan Mitrović
Milan Mitrović (Zagreb, 8. veljače 1952. − Zagreb, 10. veljače 2017.), hrvatski radijski i televizijski novinar te urednik dramskog, dokumentarno-zabavnog i glazbenog programa.

## Životopis
Rođen je 8. veljače 1952. u Zagrebu. Za Radioteleviziju Zagreb – današnju Hrvatskom radiotelevizijom – radio je od 1973. godine. Najprije je radio u Dramskom programu Radio Zagreba, a sljedeće je godine prešao je u Dokumentarno-zabavni program iste radijske kuće, Radio Jadran i Studio A. Već tada je radio na glazbenom dijelu programa. Osmislio je nove djelove emisija. U okviru emisije za mlade Crvena jabuka osmislio je polusatnu emisiju domaće glazbe, a u emisiji Fijaker - formula 1 pokrenuo je top-ljestvicu domaće i strane glazbe 10+10.
Pet godina poslije prešao je u televizijski odjel gdje je nastavio s glazbenim uredništvom. Na Drugom programu Televizije Zagreb uređivao je emisije Kultura srca i Ostavite televizor otvoren. Pripremao je televizijske emisije Nedjeljno popodne, Kritična točka, Sastanak bez dnevnog reda i Subotom uvečer. Od 1986. do 1990. bio je angažiran u zagrebačkome studiju na Izboru za pjesmu Eurovizije.
Za vrijeme velikosrpske agresije na Hrvatsku glazbeno je uređivao program Za slobodu. Godine 1992. godine pokrenuo je kultnu glazbenu emisiju Cro Pop Rock. Uređivao je brojne zabavne emisije, festivalske prijenose te koncerte hrvatskih najpopularnijih glazbenih skupina i vokalnih solista: prvoga hrvatskog šoua za otkrivanje talenata Pljesak, molim, Zagrebfesta, Festivala zabavne glazbe Split, Melodija hrvatskog Jadrana, Zadarfesta, Cavtat festa, Đoserova memorijala.
Posljednih godina bio je zadužen za glazbu u svakodnevnim mozaičnim emisijama Hrvatske televizije (HRT – HTV) Dobro jutro, Hrvatska i Hrvatska uživo.
Osim uređivanja glazbenog programa i glazbe za emisiju, Mitrović je i pisao o glazbi. Članci su mu izašli u revijama Studiju, Nedjeljnome vjesniku, Teni i časopisu Pop-extra.

## Nagrade i priznanja
- 1999. je godine dobio diskografsku nagradu Porin u kategoriji najboljega videoprograma.[3]

- 2009. godine dobiva nagradu “Status” Hrvatske glazbene unije.[4]